# Dystrykt Liquiçá
Dystrykt Liquiçá (tetum Likisá) – jeden z 13 dystryktów Timoru Wschodniego, znajdujący się w północnej części kraju, posiadający dostęp do morza Sawu. Stolicą dystryktu jest miasto Liquiçá, leżące 32 km na zachód od stolicy kraju Dili. 
Graniczy z dystryktami: Dili od wschodu, Aileu od południowego wschodu, Ermera od południa oraz Bobonaro od południowego zachodu.